# Kaleidoscope (série télévisée)
Pour les articles homonymes, voir Kaléidoscope (homonymie).
Kaléidoscope (Kaleidoscope en version originale) est une mini-série télévisée américaine sur le thème du casse, créée par Eric Garcia. La série de huit épisodes est centrée sur le maître voleur Leo Pap (Giancarlo Esposito) et son équipe qui tentent un casse épique d'une valeur de 7 milliards de dollars, mais la trahison, la cupidité et d'autres menaces sapent leurs plans.
Kaléidoscope a été publié le 1er janvier 2023 par Netflix, et se compose de huit épisodes qui peuvent être regardés dans n'importe quel ordre ; l'introduction "Black" explique le concept de la série, tandis que l'épisode "White" est destiné à être toujours le final de la série.

## Distribution

### Acteurs principaux
- Giancarlo Esposito (VF : Thierry Desroses) : Ray Vernon/Leo Pap, criminel de carrière et  chef du hold-up de 7 milliards de dollars
- Rufus Sewell (VF : Bernard Gabay) : Roger Salas, ancien voleur et partenaire de Ray/Leo, qui dirige maintenant une société de sécurité d'entreprise du nom de "SLS" (Salas Logistics Systems) qui empêche les criminels de s'introduire dans les coffres-forts
- Paz Vega (VF : Ethel Houbiers) : Ava Mercer, avocate et spécialiste en armes qui fait partie de l'équipe de Leo
- Rosaline Elbay (VF : Noémie Orphelin) : Judy Goodwin, spécialiste des explosifs dans l'équipe de Leo
- Jai Courtney (VF : Jérémie Bédrune) : Bob Goodwin, mari de Judy et spécialiste des coffres-forts de l'équipe de Leo
- Tati Gabrielle (VF : Jessica Monceau) : Hannah Kim (Hannah Vernon), fille de Ray/Leo qui travaille comme responsable de la sécurité numérique à SLS
- Peter Mark Kendall (VF : Jérémy Bardeau) : Stan Loomis, contrebandier qui a été le compagnon de cellule de Ray/Leo et fait maintenant partie de l'équipe de Leo

### Acteurs secondaires
- Jordan Mendoza (VF : Stéphane Ducreux) : RJ Acosta Jr, chauffeur de l'équipe de Leo
- Hemky Madera (VF : Yann Guillemot) : Carlos Sujo, bras droit de Roger
- Soojeong Son (VF : Geneviève Doang) : Liz Kim, jeune sœur adoptive et colocataire de Hannah
- John Hans Tester : Stefan Thiele
- Niousha Noor : Nazan Abbasi, agent du FBI
- Bubba Weiler : Samuel Toby, partenaire de Nazan au FBI

### Invités
- Patch Darragh (VF : Jérôme Wiggins) : Andrew Covington
- Max Casella (VF : Sébastien Desjours) : Taco
- David Bluvband (VF : Lukas Delcourt) : Fritz

Version française
- Société de doublage : Dubbing Brothers
- Direction artistique : Jonathan Dos Santos

## Épisodes
Chaque épisode de la série se focalise sur une période temporelle spécifique avant le casse.
1. Jaune (six semaines avant le casse)
2. Vert (sept ans avant le casse)
3. Bleu (cinq jours avant le casse)
4. Orange (trois semaines avant le casse)
5. Violet (vingt-quatre ans avant le casse)
6. Rouge (le matin après le casse)
7. Rose (six mois après le casse)
8. Blanc (le casse)